# Арундел (замок)
Замок Арундел или Эрандел (англ. Arundel Castle) возвышается над одноимённым городком в графстве Западный Сассекс. Его первым владельцем был Роджер Монтгомери — один из приближённых Вильгельма Завоевателя. Владелец замка традиционно носит титул графа Арундела (старейший графский титул в Британии). С XV века замок служит основной резиденцией герцогов Норфолков из рода Говардов.
Первоначальный замок (заложенный ещё Эдуардом Исповедником) несколько раз расширялся в XII веке — сначала для размещения королевы Матильды и её свиты, потом по указанию Генриха II. Сооружение принадлежало к распространённому в то время типу укреплений — плесси. В 1380 году Генрих Болингброк сыграл в Арунделе свадьбу с Марией де Богун.
Со времён Ричарда Львиное Сердце замком владели потомки Уильяма д’Обиньи и Аделизы Лувенской. После угасания рода Обиньи замок (вместе с титулом графа Арундела) перешёл по женской линии к Фицаланам. В 1580 году владения Фицаланов достались по наследству нынешним владельцам, Говардам. Владельцы замка не раз появляются на страницах исторических хроник Шекспира.
Арундельский замок понёс большой урон в ходе гражданских войн XVII века. С возвращением моды на средневековое зодчество 11-й герцог Норфолк на рубеже XVIII и XIX вв. обновил свои покои в духе неоготики. Сооружение продолжало перестраиваться и в викторианский период, особенно в связи с состоявшимся в 1846 году визитом королевы Виктории с супругом.